# Laški Rovt
Laški Rovt – wieś w Słowenii, w gminie Bohinj. W 2018 roku liczyła 41 mieszkańców.